# Frangipane
Pour les articles homonymes, voir Frangipane (homonymie).

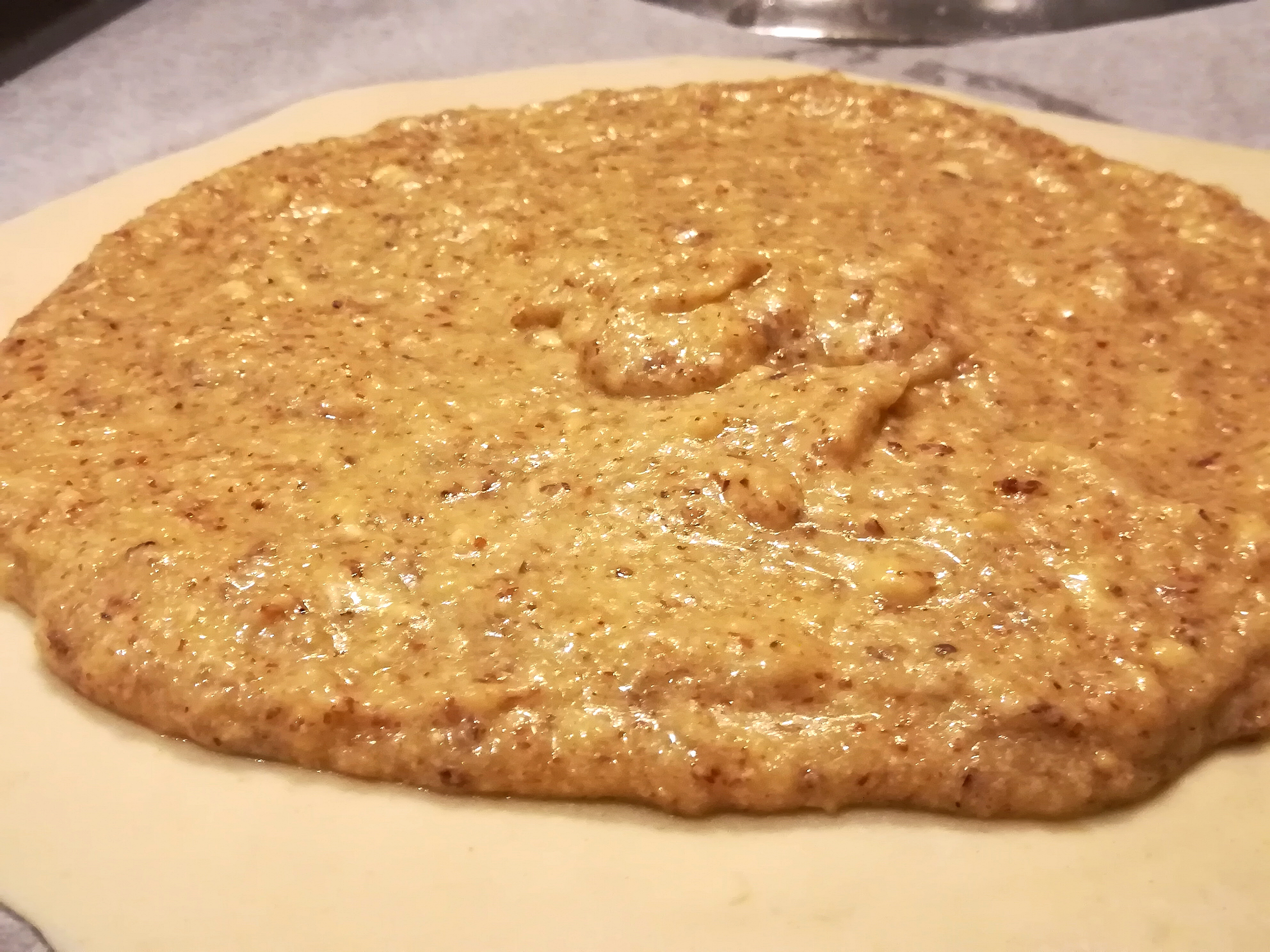
Crème frangipane avant cuisson.

La frangipane ou crème frangipane est une crème typique de la cuisine française incluant des amandes qui entre dans la composition de la galette des rois. Elle est composée de deux tiers de crème d'amandes et d'un tiers de crème pâtissière,, à ne pas confondre avec la crème d'amandes seule qui entre dans la composition du pithiviers.

## Origine

### Origine du nom
Le mot frangipane est utilisé en français pour désigner des préparations ayant un parfum d'amande,.
Historiquement, le terme frangipane se trouve dans diverses expressions comme la poire dauphine ou poire de frangipane d'automne ou les gants frangipanes parfumés avec un parfum inventé pour la famille Frangipani,.
Le mot a d'abord servi à désigner la plante frangipane, de laquelle était extrait le parfum du même nom, puis le parfum de l'amande, dû à leur ressemblance.

### Origine de la recette
Les premières recettes connues sont la tourte de Franchipane et tourte de crème d'amandes attestée en 1651, par François Pierre de La Varenne.

## Nutrition
La poudre d'amande fournit une petite quantité d'acides gras mono-insaturés et acides gras poly-insaturés utiles dans la prévention des maladies cardiovasculaires, ainsi que du magnésium, utile au système nerveux et aux défenses immunitaires.
La crème pâtissière contient des protéines, par l'apport des œufs et du lait. Le beurre procure une quantité de matières grasses de l'ordre de 24 à 25 % du poids de la crème, avec notamment des acides gras saturés.
Néanmoins, l'apport en sucre n'est pas à négliger et ces préparations ne sont en aucun cas considérées comme diététiques.

## Homonymie
L'arbuste appelé frangipanier partage avec la crème frangipane son parfum mais n'entre en aucun cas dans sa composition.
Un cocktail sans alcool à base de noix de coco, de nectar de banane, de sirop de fraise et de jus de fruit de la passion est également baptisé « frangipane ».